# James Brooker
James Brooker, född 12 augusti 1902 i Cass City i Michigan, död 25 september 1973 i Bay City i Michigan, var en amerikansk friidrottare.
Brooker blev olympisk bronsmedaljör i stavhopp vid sommarspelen 1924 i Paris.